# Császári és Királyi 5. gróf Radetzky József Huszárezred
Az 5. "Radetzky" Huszárezred a Habsburg Birodalom Hadseregének egyik huszárezredeként lett felállítva. Az 1867-es Kiegyezést követően az ún. Közös Hadsereg alakulata volt az Osztrák–Magyar Monarchia 1918-as felbomlásáig.
1915-ben az összes ezred nevét megszüntették. Ezután az alakulat Császári és Királyi 5. Huszárezred néven szerepelt. Ezt a gyakorlatban nem tudták kivitelezni, mivel a háború miatt bevezetett költségcsökkentés nem tette lehetővé új nyomtatványok és pecsétek készítését. Másfelől senki sem tartotta be ezt az utasítást, és továbbra is "Radetzky-Huszárezrednek" hívták az ezredet.

## Története
A horvátországi Varasd városában állították fel az ezredet 1798. április 28-án. Az alakulat az 1. "Császár" Huszárezred, a 2. József Főherceg Huszárezred, 8. Wurmser Huszárezred és a 9. Erdődy Huszárezred 3. osztályának leadásával jött létre és az 5. számot kapta.
Az 1848–49-es forradalom és szabadságharc idején az ezred, melynek 1848. májusáig Mészáros Lázár, a Batthyány-kormány hadügyminisztere volt a parancsnoka, Itáliában állomásozott. Mivel az ezred Itáliában harcolt a hazaszállítására nem volt esély, így a Keszthelyen lévő tartalék századára és önkéntes lovasokra alapozva a szabadságharcban új ezredet állítottak fel. Az ezred betegszabadságra hazatért főhadnagya, Vidos Márton, 1848 őszén Sárváron toborzott egy önkéntes lovas osztályt, amelyet Berzsenyi Lénárd, a Miklós-huszárok őrnagya vezetett a harctérre.
A tartalék század hadra fogható embereiből Beznák István szervezett egy fél századot, ami Perczel Mór tábornok törzsének védelmét látta el a téli hadjáratban. Szabó Vince őrnagy lett végül az, aki egységes alakulattá kovácsolta a Balmazújvárosban, Debrecenben és Nagymajtényban települő századokból az új Radetzky-huszárokat. Áprilisban a Felvidéken szerveződő 9. hadtestbe került harcképes három századuk, és júniustól folyamatos harcot vívtak az országba nyomuló orosz intervenciós haderő lovasságával. Legnagyobb ütközetük Turánál volt, ahol vitézül harcoltak az oroszokkal szemben. Parancsnokuk, Szabó Vince alezredes is súlyosan megsebesült a csatában. Helyébe a tartalék századból az ezred szervezését is irányító egykori Császár-huszár tiszt, Vajda Ferenc alezredes került. 
Vezetése alatt csatolták az ezredhez a szabolcsi önkéntes lovas osztályt és a bács-csongrádi önkéntes lovasok maradékát is. A Radetzky-huszárok azonban így is csonkán, ötszázados alakulatként vívták meg a szőregi és temesvári csatákat, amely után fel is oszlottak.
1860-ban az ezred a 4. felszámolásra ítélt osztályából egy századot átadott az 1. Önkéntes Huszárezrednek.

### Kiegészítő körletek
Az ezredet a következő területekről egészítették ki:
- 1857-ig az ezredet Sopron vármegye területéről töltötték fel
- 1857-1860 Győr vármegye
- 1860-1867 Sopron vármegye és Nagykanizsa
- 1867–89 a 48. és 76. bevonulási körzetek
- 1889-tól az 5. Hadtest körzete (Pozsony)

## Békehelyőrségek
| I. | II. | III. |
| --- | --- | --- |
| - 1798–1799 Varasd - 1801–1805 Conegliano - 1806 Kőszeg és Sopron - 1808–1809 Eszék - 1810 Varasd és Nagykanizsa - 1811–1813 Eszék - 1814–1815 Bologna - 1815 Crema - 1816 Cremona - 1818 Milánó - 1821 Alessandria és Pavia | - 1822 Vercelli és Milánó - 1823 Alessandria és Lodi - 1825 Cremona - 1826 Hódmezővásárhely - 1827 Bécs - 1828 Nagytapolcsány - 1831 Milánó - 1839–1848 Lodi - 1849 Milánó - 1853 Vicenza - 1854 Groß-Enzersdorf | - 1855 Wels - 1857–59 Saaz - 1864–66 Enns - 1866 Gródek - 1869 Ternopil - 1871 Bécs - 1874 Győr - 1878 Pardubitz - 1884 Kőszeg - 1889 Bécs - 1893 Pozsony - 1905 Törzs, II. osztály / 3. század Komárom (Frigyes-laktanya) – I. osztály parancsnokság 1. + 2. század. Győr-Szabadhegy |

## Ezredtulajdonosok
- 1798-1801 betöltetlen
- 1801 báró Bátorkézi Károly Ottó altábornagy
- 1809 Joseph Wenzel Radetzky altábornagy
- 1814 György főherceg és régens
- 1820 IV. György brit király
- 1830 Joseph Wenzel Radetzky lovassági tábornok
- 1831 Károly Albert szárd–piemonti király
- 1848–1858 Joseph Wenzel Radetzky tábornagy (5. Radetzky-huszárezred)
- 1858–1871 Wilhelm von Montenuovo altábornagy

### Ezred-parancsnokok
| I. | II. | III. |
| --- | --- | --- |
| - 1798 báró Révay Antal ezredes - 1800 báró Szörényi András ezredes - 1808 Wilhelm von Fulda ezredes - 1809 rákosi Boros Lajos ezredes - 1812 gróf Anton Gundaker Starhemberg ezredes - 1813 Prohászka Adolf ezredes - 1815 Matthias von Gavenda ezredes - 1818 Anton Schmid von Dondorf ezredes - 1825 Németh István ezredes - 1832 Friedrich Landgraf Fürstenberg ezredes - 1838 gróf erdődi Pálffy János ezredes | - 1845 Mészáros Lázár ezredes - 1845-46 Lipót főherceg (második ezredes) - 1848 verőcei gróf Pejacsevich Sándor ezredes - 1849 lovag Johann von Schantz ezredes - 1853 vizeki Tallián Ignác ezredes - 1854 báró Alexander von Koller ezredes - 1859 simonyi és varsányi Simonyi Móric alezredes-ezredes - 1867 Sályi László ezredes - 1876 Heinrich Merlot ezredes - 1879 Németh Ágoston ezredes - 1884 Rohonczy György ezredes | - 1891 Ludwig Krauchenberg alezredes-ezredes - 1896 Johann Schmidt ezredes - 1899 báró Paul von Wernhardt alezredes-ezredes - 1903-1905 báró Paul von Wernhardt ezredes - 1906 őrgróf Pallavicini Antal ezredes - 1907-1910 őrgróf Pallavicini Antal ezredes - 1911 Rudolf Maldaner alezredes - 1912 lovag Ludwig von Kirchmayr alezredes - 1913 lovag Ludwig von Kirchmayr alezredes - 1914 Vetsey Ede alezredes |

## Hadműveletek
Koalíciós háborúk
- 1799-ben az ezred részt vett az itáliai harcokban Verona-Pastrengonál, Paronanál, és Magnanonál, valamint részt vett Pizzighettone, Milánó, Alessandria és Tortona megszállásában. Szintén részt vett a novi-i csatában. Majd következtek a csaták Cremonánál, S. Giulianónál, Fressonaránál, Acquinál és Pasturanál.

Napóleoni háborúk
- 1800-ban az ezred részt vett Riviera di Genova, Bocchetta, Cremona, Pozzolo-Valeggio csatáiban és a híres marengói csatában is.
- 1805 Visszavonuló csaták a Tagliamento folyó partján fekvő Gonarsnál.
- 1809-ben Luszensky őrnagy parancsnoksága alatt egy század részt vett a caporettoi csatában, az ezred többi része nagy veszteségeket szerzett Sacile-nál. Később az ezred részt vett a Piave menti csatákban. Harcolt San Daniele-nél, Tarvisio-nál és Győrnél.

Felszabadítási háborúk
- 1813-ban az ezred három osztálya harcolt a krajnai weixelburg-i, st. marein-i, groß-laschitz-i és zirknitz-i csatákban. Egy osztály kitüntette magát a Krainburg mellett lezajlott csatában, ahol egy francia alakulatot ejtett foglyul. Egy másik osztály az isztriai castelnuovo-i csatában vitézkedett. Az ezred összehívását követően pedig jött az isonzó-i csata.
- 1814-ben az ezred Parma városa körül működött. Részt vett a cadeo-i, fiorenzuola-i, pontremoli-i, parma-i, reggio-i és a nura-i csatában. Egy osztály részt vett Velence, kettő másik pedig Mantua megszállásában.
- 1815-ben a részt vett Joachim Murat marsall seregeivel szembeni harcokban. Következtek a harcok Catoliea-nál, Panaro-nál, Rubiera-nál és a híres tolentino-i csata. Ezt követően Dél-Franciaország megszállásában vett részt.

Risorgimento

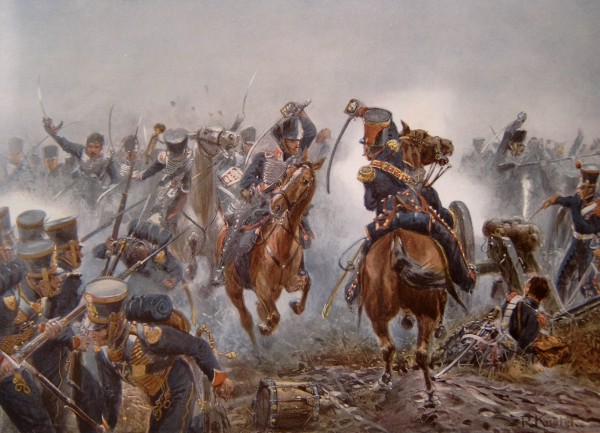
Huszárok a lipcsei népek csatájában

- 1821-ben az ezred biztosítási műveletekben vett részt Itáliában. Egy osztály Nápoly térségében, a második pedig Piemontnál.

1848–49-es forradalmak és szabadságharcok az Osztrák Császárság területén
- 1848-ban az itáliai forradalom kitörését követően az ezredet bevetették Milánóban. Ezt követte a harcok Montanara-nál, Curatone-nál és Goito-nál. Az ezred egy része részt vett a custozzai csatában. A csatát követte a vicenza-i, valeggio-i és a le sei vie-i csata.
- 1849-ben egy osztály részt vett a borgo san siro-i, gamboló-i és a vigevano-i csatában, majd Romagna bevétele.
- 1848-1849-ben a huszárezred Keszthelyen tartózkodó tartalék százada adta egy, a magyarországi szabadságharc új huszárezredének a gerincét, és a feltöltést követően részt vett a császári hadsereg elleni forradalomban és szabadságharcban.

Porosz–osztrák–olasz háború
- 1866-ban öt százada harcolt az északi-hadsereg parancsnoksága alatt Kratzau-nál, Liebenau-nál, Zdirec-nél, Saaz-nál, Schelletau-nál és Martinkau-nál. Később részt vett a königgrätzi csatában.

Első világháború
- A huszárezred eleinte ezred kötelékben harcolt a háború Osztrák-Magyar Monarchiáját érintő összes fronton. A háború vége felé, az állóháborúban "lóról leszállt huszárokként" vetették be az ezredet.

## Megszüntetése
1918 őszén az Osztrák-Magyar Monarchia felbomlását követően Magyarország és a magyarországi nemzetiségek kikiáltották függetlenségüket. A frontokon harcoló alakulatokat hazaszállították és a fegyverszüneti egyezmény értelmében felszámolták őket. Ez a sors jutott a nagy múltú Császári és Királyi 5. gróf Radetzky József Huszárezred számára is. A hivatalos források szerint viszont a Császári és Királyi Hadügyminisztérium alá tartozott és mivel Magyarország függetlenné vált nem hívhatta volna haza a többnyire magyar sorállománnyal rendelkező ezredet, hogy megszüntethesse. Ezt csak is a K.u.K. Hadügyminisztérium tehette volna meg. Nem tudni pontosan, hogy ez valaha meg is történt-e.

## 1914. júliusi alárendeltségi állapot
- 5. Hadtest – 1. Lovassági Hadosztály – 12. Lovasdandár
- Nemzetiségek: 90% magyar – 10% egyéb
- Ezredparancsnok: Vetsey Ede alezredes
- Vezénylési nyelv: magyar
- Egyenruha színe: Sötétkék atilla fehér gombokkal és piros színű csákó takaróval

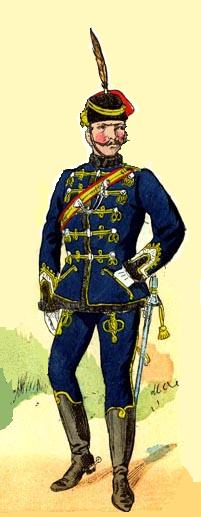
A Radetzky Huszárezred egy tisztje 1865-ben

## Szervezete
A 18. századi folyamatos hadseregreformok során a lovasságnál az ezredeket négy osztályra, ezen belül nyolc svadronra tagolták. Kialakítottak egy tartalék svadront is 186 fővel, elsősorban az újoncok kiképzésére. Az addigi 2 század (lovassági szervezés) felváltotta az immár 2 svadron (divízió szervezés). Vagyis a lovasságnál eltüntették az addig a gyalogságtól átvett kompánia (század) megnevezést és a lovassági század svadron nevet nyert, míg az addigi kétszázadnyi harcászati egység, a svadron új megnevezése divízió (osztály) lett. Szabályozták az ezredlétszámokat, a zászlók alakját, az egyenruha formáját, de a szín ezredről ezredre változott. A fegyverzet továbbra is kard, két pár pisztoly, később rövid karabély. A vezényleti nyelv német maradt, de a nem magyar származású ezredtulajdonosok, illetve ezredparancsnokok döntő többsége – tekintettel, hogy huszárjaikkal magyarul tudjanak beszélni – megtanulták a nyelvet, ha törve is, de megértették magukat.
1860-tól az ezred 2 osztályból állt, ami továbbá három-három századból. Így került bevetésre az első világháborúban.
Az egyes osztályokat a vezetőjükről nevezték el:
- az 1. osztály volt az ezredesi-osztály
- a 2. osztály volt az alezredesi-osztály
- a 3. osztály volt az 1. őrnagyi-osztály
- a 3. osztály volt a 2. őrnagyi-osztály

1798-ig az ezredeket tulajdonosuk neve szerint hívták, akiknek ténylegesen vezetniük is kellett az alakulataikat. Minden tulajdonos váltással az ezred új nevet kapott. 1798 után hivatalosan csak számozással illették az alakulatokat, de bizonyos esetben, illetve szóban az éppen aktuális ezredtulajdonos nevén nevezték.
Az állandó átnevezések miatt nehezen követhető az osztrák-magyar huszárezredek története.

## Lásd még
- A cs. és kir. 5. Radetzky huszárezred emlékműve (Komárom (Magyarország))
- Császári és Királyi Huszárok

## Fordítás
- Ez a szócikk részben vagy egészben az k.u.k. Husarenregiment „Graf Radetzky“ Nr. 5 című német Wikipédia-szócikk ezen változatának fordításán alapul.  Az eredeti cikk szerkesztőit annak laptörténete sorolja fel. Ez a jelzés csupán a megfogalmazás eredetét és a szerzői jogokat jelzi, nem szolgál a cikkben szereplő információk forrásmegjelöléseként.